# Marietta Slomka
Marietta Slomka (Keulen, 20 april 1969) is een Duits verslaggeefster en tv-presentatrice.

## Levensloop
Slomka studeerde algemene economie en  internationale politiek aan de universiteit van Keulen en de universiteit van Kent.
Van 1991 tot 1996 was ze medewerker voor Medienspiegel bij het Instituut voor Duitse Economie in Keulen; van 1994 tot 1996 was ze als redactrice werkzaam voor lokale onderwerpen en economie voor de regionale krant Kölnische Rundschau.
Nadat ze in 1995 in Keulen haar mastergraad in economie behaalde, werkte ze als vrijwilligster voor de wereldomroep Deutsche Welle in Bonn, Keulen en tot 1998 in Brussel.
Sinds 1998 werkt ze voor het ZDF, aanvankelijk als parlementscorrespondent in Bonn tot de Bondsregering naar Berlijn verhuisde. Haar zwaartepunt lag op het gebied van financiën en economische politiek. Vanaf april 2000 presenteerde ze een klein jaar het nieuwsprogramma heute nacht.
Op 29 januari 2001 loste ze Alexander Niemetz af als presentator van het  heute journal. Ze werkt voor dit nieuwsprogramma ook geregeld als verslaggever, zoals in 2003 vanuit Oost-Europa over de uitbreiding van de Europese Unie, in 2005 tijdens het Duitse parlementsverkiezingen, in de serie Unterwegs in China en als presentatrice in het Olympische jaar 2008 in China en tijdens de Wereldkampioenschap voetbal 2010 vanuit verschillende landen in Afrika. Verder werkte ze voor het ZDF aan de documentaire Die Macht der Manager en produceerde ze verschillende jaren het jaaroverzicht Bilder eines Jahres.
Slomka is sinds 2004 getrouwd met RTL-collega Christof Lang. Sinds 2009 is ze beschermvrouwe (Patin) van het kinderthuis Bethel voor stervende kinderen.
Ze schreef enkele boeken en sprak verschillende audioversies van boeken in.

## Erkenning
Slomka werd verschillende malen genomineerd voor belangrijke tv-prijzen, zoals in 2002 en 2003 en 2005 voor de Deutscher Fernsehpreis, in 2003 voor de Goldene Kamera en in 2010 met haar boek Kanzler lieben Gummistiefel voor de Deutsche Jugendliteraturpreis. Ze viel in de volgende prijzen:
- 2009: Adolf Grimme-prijs, samen met Claus Kleber
- 2009: Radio Regenbogen Award, als mediavrouw
- 2012: Medienpreis für Sprachkultur